# Shotgun Justice
Shotgun Justice è il sesto album in studio del gruppo speed/thrash metal canadese Razor, pubblicato nel 1990.

## Tracce
1. Miami – 3:15
2. United by Hatred – 2:42
3. Violence Condoned – 2:22
4. Electric Torture – 2:49
5. Meaning of Pain – 3:10
6. Stabbed in the Back – 2:17
7. Shotgun Justice – 3:16
8. Parricide – 2:45
9. American Luck – 2:33
10. Brass Knuckles – 3:15
11. Burning the Bridges – 2:20
12. Concussion – 2:25
13. Cranial Stomp – 2:31
14. The Pugilist – 3:45